# Baek Hyun-man
Baek Hyun-man (kor. 백현만; ur. 27 stycznia 1964) – południowokoreański bokser, srebrny medalista olimpijski w wadze ciężkiej (Seul 1988). W walce o złoty medal został pokonany przez Raya Mercera z USA. Wcześniej, w półfinale wygrał przez RSC z Andrzejem Gołotą. W swej karierze zdobył także dwa złote medale igrzysk azjatyckich (1986, 1990).